# Лавичка, Витезслав
Витезслав Лавичка (чеш. Vítězslav Lavička; род. 30 апреля 1963[…], Пльзень) — чешский тренер, ранее футболист, полузащитник клубов «Спарта», «РГ Хеб», «Градец-Кралове» и др.

## Карьера

### Игровая
Как игрок Витезслав выступал за несколько клубов ЧСР и Чехия, такие как «Спарта Прага», «РГ Хеб», «ТЕ Шкода Пльзень». В высшем чемпионате независимой Чешской республики провёл только один сезон в составе «Богемианс Прага». В 1994 году перешёл в клуб «СК Хрудим», с которым в сезоне 1994/95 стал победителем третьего дивизиона Чехии, где закончил карьеру по окончании сезона 1995/96.

### Тренерская
Свою тренерскую карьеру Витезслав начал в клубе «СК Хрудим». В 1998 году по приглашению Зденека Шчасный становится помощником главного тренера в пражской «Спарте», оставаясь на данном посту и при следующих тренерах, Иване Гашеке и Ярославе Гржебике. В апреле 2002 года, после увольнения Ярослава Гржебика, назначен главным тренером, но по окончании сезона контракт с ним продлён не был.
В сезоне 2002/03, подписав двухлетний контракт, занял пост главного тренера клуба «Виктория Жижков», с которым занял третье место, однако после шести матчей сезона 2003/04 по взаимному согласию контракт с клубом.
В январе 2004 года становится помощником главного тренера в клубе «Слован» по приглашению Станислава Григи, в апреле Иван Гашек предлагал Лавичке пост своего помощника в японском клубе «Виссел Кобе», от которого Витезслав отказался. После окончания сезона 2004/05 Грига покинул свой пост и на должность главного тренера был утвержден Лавичка. В сезоне 2005/06 приводит свой клуб к чемпионству и признается тренером года Чехии. В конце мая 2007 года, после того как его клуб занял четвёртое место, подал в отставку.
В 2007—2008 годах был главным тренером молодёжной сборной Чехии, в середине отборочного цикла, 4 июля 2008 года, принял предложение «Спарты» сменив на посту Михала Билека, но после серии неудач в Лиге УЕФА и чемпионате, в октебре заменен на Йозефа Хованца.
4 февраля 2009 года Лавичка заключил контракт с клубом Эй-лиги «Сидней». Первый официальный матч лиги против клуба «Норт Квинсленд Фьюри» закончился победой подопечных Витезслава со счётом 3:2, также составе «Фьюри» свой первый матч в Австралии провёл Робби Фаулер. В сезоне 2009/10 выиграл с командой регулярный чемпионат и также победил в плей-офф, также был признан Тренером года Ассоциацией профессиональных футболистов Австралии.
Следующий сезон команда начала плохо, первую победу удалось одержать только к 11 туру в матче с «Перт Глори». Перед матчем Лавитчка, который боится высоты, сказал что, если команда победит в следующем туре, он заберется на Харбор-Бридж, что он позднее и сделал.
3 февраля 2012 года Лавичка и руководство клуба, по обоюдному согласию решили не продлевать контракт, по окончании сезона он покинул клуб.
В начале июня 2012 года в третий раз возглавил пражскую «Спарту». В 2012/13 финишировал с клубом на втором месте, отстав от победителя «Виктория Жижков» всего на два очка. Однако уже в сезоне 2013/14 оформил золотой дубль, попутно выиграв Кубок Чехии. Сезон 2014/15 выдался разочаровывающим команда выбыла из Лиги чемпионов в квалификационном раунде, проиграв по сумме двух матчей шведскому «Мальмё», а уже в декабре выбыла на групповом этапе из Лиги Европы. В середине апреля клуб вылетел из розыгрыша Кубока Чехии проиграв клубу «Яблонец», сезон команда закончила на втором месте отстав от чемпиона «Виктории» на 5 очков. По окончании сезона был заменён на Зденека Шчасного, который возглавлял клуб 17 лет назад.
Летом 2015 года был назначен главным тренером молодёжной сборной Чехии.

## Достижения

### Игровая карьера
- Победитель Чемпионата Чехословакии: 7 (1983/84, 1984/85, 1986/87, 1987/88, 1988/89, 1989/90, 1990/91)
- Победитель Чешской футбольной лиги (Третий дивизион): 1994/95
- Победитель Кубка Чехословакии: 4 (1983/84, 1987/88, 1988/89, 1991/91)

### Тренерская карьера
- Победитель Чемпионата Чехии: 2 (2005/06, 2013/14)
- Победитель Чемпионата Австралии: 2009/10
- Серебряный призёр Чемпионата Чехии: 2 (2012/13, 2014/15)
- Бронзовый призёр Чемпионата Чехии: 2002/03
- Победитель Кубка Чехии: 2013/14
- Победитель Суперкубка Чехии: 2013/14

### Индивидуальные
- Тренер года по версии Футболист года в Чехии: 2006
- Тренер года по версии Золотой мяч: 2 (2006, 2007)
- Тренер месяца по версии Чемпионата Чехии: 4 (10/2012, 03/2013, 10/2013, 04/2014)